# Xochitepec, Morelos
Xochitepec är en kommunhuvudort i Mexiko.   Den ligger i kommunen Xochitepec och delstaten Morelos, i den sydöstra delen av landet, 70 km söder om huvudstaden Mexico City. Xochitepec ligger 1 123 meter över havet och antalet invånare är 16 768.
Terrängen runt Xochitepec är kuperad åt nordost, men åt sydväst är den platt. Runt Xochitepec är det tätbefolkat, med 591 invånare per kvadratkilometer. Närmaste större samhälle är Cuernavaca, 16,1 km norr om Xochitepec. I omgivningarna runt Xochitepec växer huvudsakligen savannskog.